# Upanishaderne
Upanishaderne er en samling af religiøse og filosofiske skrifter i hinduismen. De blev nedskrevet mellem 700 f.Kr. og 200 f.Kr. De regnes ofte for at være den sidste del af Vedaerne. Af samme grund omtales de som ”Vedanta”, hvilket er sanskrit for ”Vedaernes slutning”.
Upanishaderne beskæftiger sig med meditation, filosofi og bevidsthed. To begreber, der er af afgørende betydning i skriftsamlingen, er Atman og Brahman. Atman er sjælen, den inderste essens i et individ. Atman er det mest diskuterede begreb i Upanishaderne..
Brahman er den uforanderlige, uendelige, transcendente virkelighed, som er den guddommelige skaber af al materie, energi, tid og rum – alt hvad der er i universet. Det er den øverste, universelle ånd. Brahman omtales undertiden som det absolutte eller Guddommen.
I Upanishaderne er der to forskellige opfattelser af forholdet mellem Atman og Brahman. De ældre Upanishader siger, at Atman er en del af Brahman, men ikke identisk med Brahman. De yngre Upanishader siger, at Atman er identisk med Brahman. Eller sagt på en anden måde: Ethvert individ er i sit inderste væsen identisk med Brahman. Det er den tanke, der udtrykkes i det berømte citat: ”Du er det” (på sanskrit: ”Tat tvam asi” (”तत् त्वम् असि” eller ”तत्त्वमसि”)). Udtrykket stammer fra skriftet Chandogya-Upanishaden (omkring 600 f.Kr.).
Senere kommentatorer har forsøgt at harmonisere de to holdninger i den opfattelse, at Atman og Brahman er forskellige på nogle bevidsthedsniveauer - især i uvidenhedstilstanden – men at de er identiske på det dybeste bevidsthedsniveau.